# バーレーン・インターナショナル・サーキット
バーレーン・インターナショナル・サーキット（英語: Bahrain International Circuit、アラビア語: حلبة البحرين الدولية）は、バーレーン南部サヒールにあるサーキット。2004年からF1バーレーングランプリが行われている。中東で初めてF1が開催された場所でもある。

## 概要
首都マナーマから車で約1時間。サーキットは砂漠の真ん中にあり、暑さと砂に悩まされる。設計はヘルマン・ティルケが担当した。
コースは複数のレイアウトで使用できるようデザインされている。F1では2009年まで5,412mのコースが使われていたが、2010年に従来の第4コーナーと第5コーナーの間を延長した6,299mのレイアウトに変更された。しかし変更後のコースがドライバー、観客ともに不評であったので、翌年の2011年には元の5,412mのコースに戻されて開催されている。
2020年は新型コロナウイルス感染症の世界的流行によりシーズン終盤戦に2週連続で開催されることになり、1戦目は通常のレイアウトでバーレーンGPを、2戦目はF1では初めてアウタートラックを用い「サヒールGP」として行う。アウタートラックの全長はF1開催サーキットではモンテカルロ市街地コースに次いで短い3,543mで、F1のシミュレーターによると予選ラップは55秒以下、決勝ラップも60秒以下と1分を切るタイムが予想され、実際にレース本番では予選ポールポジションで53秒台、決勝ファステストラップで55秒台が記録された。

## コースレイアウト

"Grand Prix Track"（グランプリ・トラック） 2004年–2009年と2012年以降のF1で使用。
"Endurance Track"（耐久トラック） 2010年のF1で使用。
（フラット・オーバル）
"Inner Track"（インナー・トラック）
"Outer Track"（アウター・トラック）2020年F1サヒールGPで使用。
"Paddock Track"（パドック・トラック）